# Nevio
Cneo Nevio o Gneo Nevio (Gnaeus Naevius, 261-201 a. C.) fue un escritor romano. Compuso tragedias, comedias y un poema épico en saturnios: la Guerra púnica (Bellum Poenicum). Se le considera el creador de la épica nacional romana, sólo precedido por la traducción de la Odisea de Homero que realizó Livio Andrónico.
Sobre su origen, se ha especulado que podría haber nacido en una de las comunidades latinas de la Campania, pero como se sabe que había una gens plebeya Nevia en Roma, lo más probable es que naciera en Roma, como ciudadano romano. Sirvió en la primera guerra púnica.
Su carrera como autor dramático comenzó en 235 a. C. y continuó durante 30 años. Hacia su final, incurrió en la hostilidad de parte de la nobleza, en especial de los Metelo, por los ataques que les dirigió desde la escena, por lo que fue encarcelado. En prisión escribió dos obras, en las que pidió perdón por su anterior grosería, y fue liberado por intervención de los tribunos de la plebe, retirándose a continuación a Útica. Durante este exilio, debe haber sido cuando escribió su poema sobre la guerra púnica, ya retirado de la actividad dramática.
A diferencia de Livio Andrónico, era romano y no griego; era un escritor original, y no un mero traductor y adaptador de obras griegas. Aunque también adaptó tragedias y comedias griegas, se desvió del modelo original y comenzó la fabula praetexta, o drama nacional.